# Meyerius liliaceus
Meyerius liliaceus är en spindeldjursart som först beskrevs av van der Merwe 1968.  Meyerius liliaceus ingår i släktet Meyerius och familjen Phytoseiidae. Inga underarter finns listade i Catalogue of Life.